# Joan Daemen
Joan Daemen est un cryptologue belge né en 1965 à Achel dans la province de Limbourg.

## Biographie
Il rejoint en 1988 l'université KU Leuven, passe le diplôme d'ingénieur civil en électro-mécanique puis prépare sa thèse au COSIC (COmputer Security and Industrial Cryptography), le laboratoire de cette même université, sur un algorithme de chiffrement de sa création nommé 3-Way. Il obtient celle-ci en 1995.
Il a aussi participé à l'élaboration des algorithmes de chiffrement MMB, Square, SHARK et NOEKEON.
Après sa thèse, il quitte le domaine de la cryptographie et travaille pendant un an chez Janssen Pharmaceutics (filiale de Johnson & Johnson) à Beerse. Il travaille ensuite pour la banque Bacob puis Banksys. Il est le concepteur en 1997 avec Vincent Rijmen de Rijndael, d'un algorithme de chiffrement symétrique par bloc qui a remporté le concours AES en octobre 2000, standard destiné à remplacer DES.
En 1998, Banksys crée une filiale nommée Proton World qui s'occupe du chiffrement et de la sécurisation d'information bancaire, il intègre Proton World dès sa création puis intègre plus tard STMicroelectronics ou il travaille encore aujourd'hui.
Il a écrit un livre avec Vincent Rijmen sur leur chiffrement AES nommé The Design of Rijndael,  (ISBN 3540425802).
Plus récemment, il a participé à la compétition SHA-3 avec Guido Bertoni, Michaël Peeters et Gilles Van Assche en soumettant l'algorithme Keccak. Cet algorithme a remporté la compétition en Octobre 2012 et est devenu l'algorithme SHA-3.